# Benz Victoria
El Benz Victoria fue un automóvil producido por Benz & Cie. entre 1893 y 1900, que fue bien vendido en toda Alemania (fueron vendidas 85 unidades en 1893). El Victoria fue uno de los primeros automóviles con motor de combustión interna.

## Diseño y mecánica
El Victoria fue el primer automóvil de Carl Benz con cuatro ruedas. Tenía un eje delantero pivotante accionado por un timón con cadena de rodillos para la dirección. Estaba disponible con motores de gasolina de entre 1,7 y 2,9 litros. El modelo se fabricó con carrocería biplaza y también en una versión de cuatro plazas con bancos de asiento enfrentados denominada "Vis-à-Vis".

## Prestaciones
El Benz Victoria era capaz de alcanzar una velocidad máxima de 35 km/h.

## Precio
Cuando eran comprados en Suecia en 1900 estos coches costaban, en valor actual, unos 30.000 euros/dólares.

## En el presente
Un ejemplar del Benz Victoria, fabricado en 1893, está preservado en el Museo Técnico Nacional de la República Checa. Ese ejemplar efectuó un viaje de cerca de mil kilómetros en Kobern-Gondorf, convirtiéndose en el primer viaje de larga distancia en la historia del automóvil.